# Dave Gilbert (calciatore)
David James Gilbert, più conosciuto con il diminutivo Dave Gilbert (Lincoln, 22 giugno 1963) è un allenatore di calcio ed ex calciatore inglese, di ruolo centrocampista.

## Carriera
Esordisce tra i professionisti nella stagione 1980-1981 all'età di 17 anni con il Lincoln City, club della sua città natale, con cui conquista una promozione dalla quarta alla terza divisione inglese; nella stagione 1981-1982 dopo aver giocato in terza divisione sempre con gli Imps, con cui in totale realizza una rete in 30 partite di campionato, conclude l'annata allo Scunthorpe Utd, con cui gioca una partita in quarta divisione. Tra il 1982 ed il 1986 gioca invece in Football Conference (quinta divisione e più alto livello calcistico inglese al di fuori della Football League) con il Boston Utd, con cui nella stagione 1984-1985 raggiunge anche (poi perdendola) una finale in FA Trophy.
Nel 1986 torna a giocare nella Football League, accasandosi in quarta divisione al Northampton Town; qui vince il campionato nella sua prima stagione, e l'anno seguente sfiora una nuova promozione, dalla terza alla seconda divisione. Gioca poi in terza divisione con i Cobblers anche nella stagione 1988-1989, nella parte finale della quale viene poi ceduto al Grimsby Town, in quarta divisione. Con i Mariners tra il 1989 ed il 1991 conquista due promozioni consecutive dalla quarta alla seconda divisione, e gioca poi per quattro stagioni consecutive (dal 1991 al 1995) da titolare in quest'ultima categoria. Lascia il club nell'estate del 1995 dopo complessive 259 presenze e 41 reti in partite di campionato con i bianconeri per accasarsi al West Bromwich, allenato dal 1994 dal suo ex allenatore del Grimsby Town Alan Buckley, con cui tra il 1995 ed il 1998 mette a segno complessivamente 6 reti in 62 presenze in seconda divisione, trascorrendo nel frattempo anche due periodi in prestito (entrambi nel 1997) a York City e Grimsby Town (entrambi in terza divisione), entrambi arrivati dopo l'esonero di Buckley all'inizio del 1997, dopo il quale di fatto Gilbert finisce ai margini della rosa. Al termine della stagione 1997-1998 si svincola e, all'età di 35 anni, va a giocare nei semiprofessionisti del Grantham Town: di fatto, pur giocando per ulteriori 14 stagioni, non disputerà ulteriori partite a livello professionistico.
In carriera ha totalizzato complessivamente 486 presenze e 70 reti nei campionati della Football League.

## Palmarès

### Club

#### Competizioni nazionali
- Campionato inglese di quarta divisione: 1

Northampton Town: 1986-1987

#### Competizioni regionali
- Lincolnshire Senior Cup: 1

Boston United: 1985-1986
- Lincolnshire Senior Shield: 1

Lincoln United: 2005-2006